# Labroides dimidiatus
Labroides dimidiatus hay cá mó bác sĩ là một loài cá biển thuộc chi Labroides trong họ Cá bàng chài. Loài cá này được mô tả lần đầu tiên vào năm 1839.

## Từ nguyên
Tính từ định danh của loài cá này, dimidiatus, trong tiếng Latinh có nghĩa là "chia đôi", ám chỉ dải sọc rộng màu đen chia tách hai phần thân trên và thân dưới của cơ thể.

## Phạm vi phân bố và môi trường sống

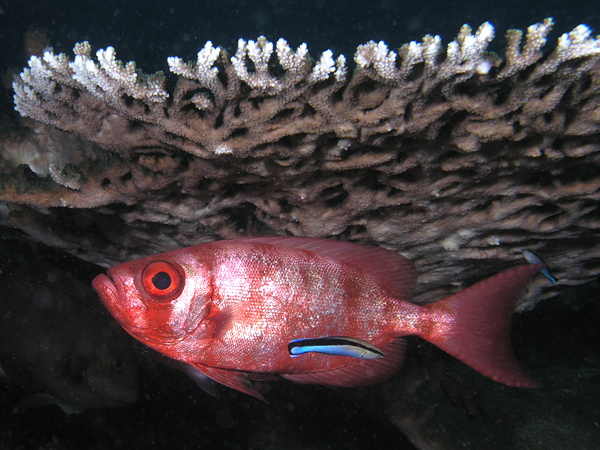
L. dimidiatus làm vệ sinh cho Priacanthus hamrur

L. dimidiatus có phạm vi phân bố rộng khắp vùng biển Ấn Độ Dương - Thái Bình Dương. Loài cá này được ghi nhận từ Biển Đỏ và vịnh Oman, trải dài xuống vùng biển phía nam bán đảo Ả Rập và dọc theo vùng bờ biển Đông Phi, bao gồm Madagascar và các đảo quốc, bãi ngầm xung quanh; từ vùng biển ngoài khơi Ấn Độ, phạm vi của L. dimidiatus trải dài về phía nam đến Lakshadweep, Sri Lanka, Maldives, Chagos, xa hơn nữa là đến quần đảo Cocos (Keeling) và đảo Giáng Sinh (Úc), cũng như dọc theo vùng bờ biển của bang Tây Úc; ở phạm vi phía đông, L. dimidiatus xuất hiện trải dài trên khắp vùng biển các nước Đông Nam Á, Papua New Guinea, bờ biển phía đông Úc (từ bang Queensland đến bang New South Wales), mở rộng phạm vi đến hầu hết các đảo quốc, quần đảo thuộc châu Đại Dương (xa nhất ở phía đông là đến đảo Phục Sinh); phạm vi phía bắc giới hạn đến vùng biển phía nam Nhật Bản; phía nam đến đảo Lord Howe (Úc).
Năm 2020, trong một lần xem lại đoạn phim tài liệu thô đã được một đội ngũ làm truyền hình quay tại vùng biển thuộc quần đảo Kermadec (New Zealand) vào năm 2015, các nhà khoa học đã vô tình phát hiện ra ba loài cá mà trước đây được cho là không sống trong khu vực này, là L. dimidiatus, cá bướm Chaetodon mertensii và cá mú Epinephelus rivulatus. Việc phát hiện này đã mở rộng phạm vi phân bố của cả ba loài về phía nam.
L. dimidiatus sống gần các rạn san hô viền bờ và các rạn san hô trong các đầm phá ở độ sâu đến 40 m.

## Mô tả

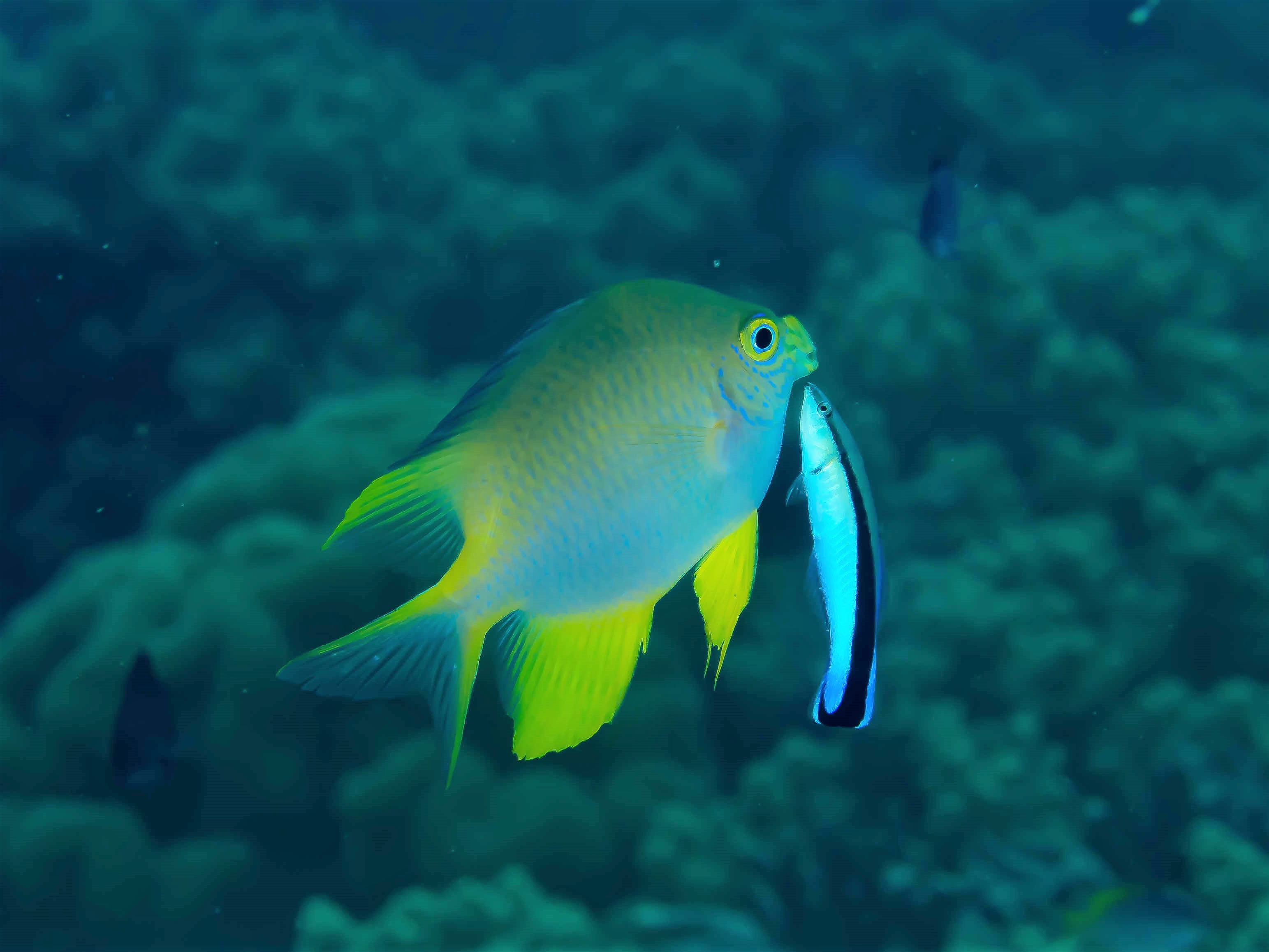
L. dimidiatus làm vệ sinh cho Amblyglyphidodon aureus

Chiều dài cơ thể tối đa được ghi nhận ở L. dimidiatus là 14 cm. L. dimidiatus có thân mảnh, thuôn dài. Cá trưởng thành có đầu, thân trước, lưng và bụng màu trắng xám (có thể ánh màu vàng nhạt); ngực trắng; phần thân sau và vây đuôi có màu xanh lam sáng. Một dải sọc đen rộng từ mõm băng qua mắt, kéo dài đến vây đuôi; dải sọc này mở rộng hơn khi đi qua thân sau. Vây đuôi cụt hoặc hơi bo tròn, rìa trên và dưới có màu xanh sáng. Cá con chưa trưởng thành có màu đen khắp cơ thể, với một dải màu xanh sáng từ đỉnh đầu kéo dài dọc theo lưng.
Một phân tích di truyền đối với L. dimidiatus cho thấy quần thể của loài này đã tách thành hai nhánh đơn ngành. Các nhà ngư học nhận thấy rằng, độ rộng của dải sọc trên cơ thể của các quần thể L. dimidiatus ở Ấn Độ Dương có sự khác biệt so với các quần thể đồng loại ở Tây Thái Bình Dương. Tuy khác nhau về mặt hình thái giữa hai quần thể ở hai đại dương, quần thể L. dimidiatus ở Nhật Bản lại nằm cùng nhánh với quần thể Ấn Độ Dương, và cả hai nhánh này đều có cùng khu vực phân bố ở Papua New Guinea.
Số gai ở vây lưng: 9; Số tia vây ở vây lưng: 10 - 11; Số gai ở vây hậu môn: 3; Số tia vây ở vây hậu môn: 10; Số tia vây ở vây ngực: 13.

## Loài lưỡng tính

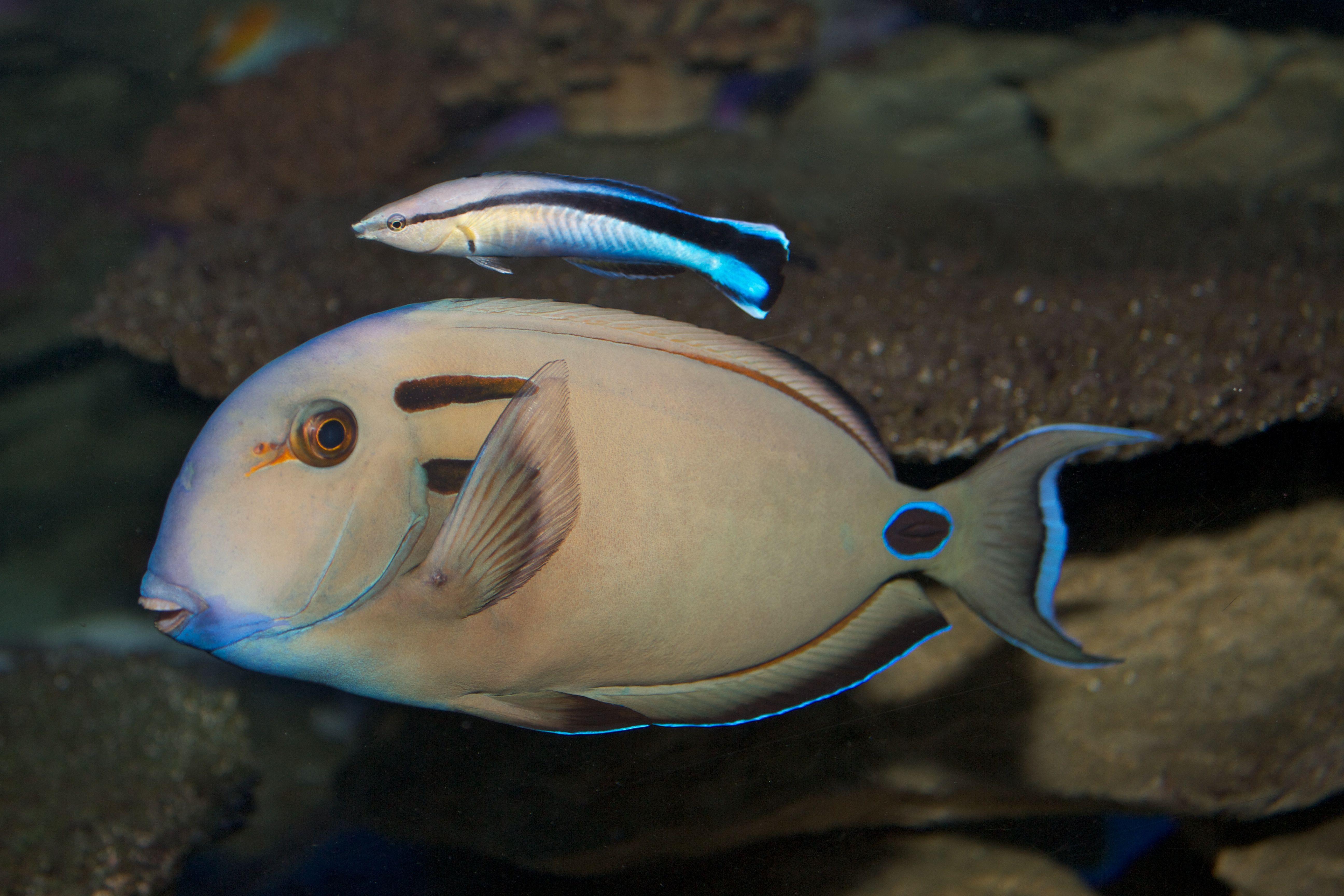
L. dimidiatus với Acanthurus tennentii

Cũng như hầu hết các thành viên trong họ Cá bàng chài, L. dimidiatus là một loài lưỡng tính tiền nữ (protogynous hermaphroditism). Chúng có thể sống theo cặp, hoặc là một con cá đực sẽ thống trị một nhóm cá cái trong hậu cung của nó. Trong một nhóm như vậy, nếu cá đực đầu đàn biến mất, một con cá cái lớn nhất trong hậu cung sẽ dành vài tuần để chuyển thành cá đực.
Để kiểm tra xem cá đực của L. dimidiatus có thể chuyển đổi ngược lại thành cá cái hay không, các nhà nghiên cứu đã tiến hành các thí nghiệm sau: (1) thả những con đực sống đơn lẻ vào gần những con đực đã bị tách khỏi bạn đời của nó (được thực nghiệm ngoài biển khơi), và (2) nhốt mỗi cặp cá đực vào trong cùng một bể cá (tổng cộng có 4 bể).
Ở thí nghiệm (1), người ta quan sát thấy, những cặp cá đực đã thực hiện hành vi giao phối, và con đực nhỏ hơn đóng vai trò của cá cái. Còn ở thí nghiệm (2), những con đực nhỏ hơn sẽ thể hiện những tín hiệu của một con cá cái để tán tỉnh con đực lớn hơn khi bắt đầu hành vi sinh sản. Các cặp đực-đực thực hiện hành vi sinh sản mà không có sự tiết trứng. Mất khoảng từ 53 tới 77 ngày thì chúng mới biến đổi hoàn toàn tuyến sinh dục, chính thức trở thành cá cái. Sau khoảng thời gian này, những quả trứng đã thụ tinh được quan sát thấy.
Từ ý tưởng của thì nghiệm (2), các nhà nghiên cứu đã thực hiện thí nghiệm (3), nhưng thay cặp đực-đực bằng một cặp đực-cái, với con đực có kích thước nhỏ hơn con cái. Tương tự kết quả của thí nghiệm (2), cá đực nhỏ hơn lại giữ vai trò sinh sản của cá cái. 73 ngày sau khi ghép đôi, người ta nhận thấy, cá đực nhỏ hơn đã biến đổi hoàn toàn thành cá cái, còn cá cái lớn hơn lại biến đổi thành cá đực. Đây là những ghi nhận đầu tiên về sự thay đổi giới tính ngược lại ở những loài cá bàng chài lưỡng tính tiền nữ như thế này.

## Cá dọn vệ sinh
Tất cả những loài trong chi Labroides đều có chung một tập tính, đó là ăn những loài giáp xác ký sinh, mô chết và chất nhầy của các loài cá khác. Vì vậy, các loài Labroides được xem là những loài cá dọn vệ sinh.
Những loài Labroides, cùng những loài cá dọn vệ sinh khác và những loài tôm dọn vệ sinh (gọi chung là những "nhân viên vệ sinh"), tập trung ở một rạn san hô; những khu vực này được gọi là "trạm vệ sinh". Những loài cá lớn hơn và rùa biển sẽ dừng ở đây để được những "nhân viên vệ sinh" loại bỏ các ký sinh bám trên cơ thể. Khi một vị khách ghé trạm, chúng thường được chào đón bằng những "điệu nhảy" đặc trưng bởi L. dimidiatus, với phần sau của cơ thể chuyển động lên xuống. Cá con có thể thực hiện động tác này khi thợ lặn đến gần chúng. Sau đó, những "nhân viên vệ sinh" bắt đầu ăn những ký sinh bám bên ngoài cơ thể "khách hàng". Thậm chí, chúng có thể bơi vào miệng và khoang mang của bất kỳ "vị khách" nào cần được làm vệ sinh mà không sợ trở thành mồi cho "khách".

### Nhận ra "khách hàng" quen thuộc
Để nhận diện một cá thể, một sinh vật phải có khả năng phân biệt giữa các đặc điểm quen thuộc trên cơ sở đặc điểm cá nhân của một sinh vật khác. Trong một thí nghiệm giữa L. dimidiatus và cá đuôi gai Ctenochaetus striatus, người ta nhận thấy, L. dimidiatus đã dành nhiều thời gian đáng kể đối với cá thể C. striatus là "khách hàng quen thuộc" của nó hơn là cá thể C. striatus mới gặp. Điều đó chỉ ra rằng, L. dimidiatus có thể nhận ra được những cá thể quen thuộc mà chúng đã có sự tương tác lặp đi lặp lại trong một khoảng thời gian để xây dựng mối quan hệ giữa "nhân viên vệ sinh" và "khách hàng".
Ngược lại, C. striatus lại không thể hiện sự ưa thích của mình đối với L. dimidiatus mà chúng đã tương tác với nhau trong thí nghiệm. 11 trong số 20 cá thể C. striatus đã không rời khỏi nơi trú ẩn, thậm chí là không tương tác với L. dimidiatus trong giai đoạn tương tác làm quen với nhau. Điều này cho thấy, sự tương tác của "khách hàng" lên "nhân viên vệ sinh" thường rất thấp. Tuy vậy, bên ngoài tự nhiên, C. striatus, cũng như những loài cá "khách hàng" khác, vẫn có thể biết được L. dimidiatus là những "nhân viên vệ sinh" dựa vào kích thước bé nhỏ và dải sọc đen đặc trưng ở hai bên thân, nhưng đó chỉ là cái nhìn ban đầu. Sự để ý của "khách hàng" còn thể hiện ở những dấu hiệu khác như điệu nhảy của chúng hoặc sự tiếp xúc cơ thể giữa "nhân viên" và "khách hàng".

### Lựa chọn "khách hàng" theo kích thước
Để xác định xem, kích thước cơ thể của "khách hàng" có ảnh hưởng đến sự chọn lựa của L. dimidiatus hay không, người ta thả những cá thể L. dimidiatus vào một nhóm cá bướm Chaetodon trifasciatus với đủ kích thước lớn và nhỏ. Số liệu thống kê cho thấy, 79% cá thể L. dimidiatus được nghiên cứu đã để lại vết cắn đầu tiên trên những cá thể C. trifasciatus lớn. Bên cạnh đó, tất cả những cá thể C. trifasciatus lớn đều nhận được vết cắn từ L. dimidiatus so với 27% ở cá thể C. trifasciatus nhỏ. Điều này cho biết, kích thước của những loài "khách hàng" có thể ảnh hưởng đến sự lựa chọn của L. dimidiatus.

### Trích dẫn
- Sabine Tebbich; R. Bshary; Alexandra S. Grutter (2002). "Cleaner fish Labroides dimidiatus recognise familiar clients" (PDF). Animal Cognition. Quyển 5 số 3. tr. 139–145. doi:10.1007/s10071-002-0141-z.
- Tetsuo Kuwamura; Naomi Tanaka; Yasuhiro Nakashima; Kenji Karino; Yoichi Sakai (2002). "Reversed Sex-Change in the Protogynous Reef Fish Labroides dimidiatus". Ethology. Quyển 108 số 5. tr. 443–450. ISSN 0179-1613.{{Chú thích tạp chí}}:  Quản lý CS1: nhiều tên: danh sách tác giả (liên kết)
- Meulengracht-Madsen, Jens: (1976) Akvariefisk i farger, J.W. Cappelens forlag AS
- Labroides dimidiatus at FishBase